# Здравица (тост)
Здравица — древнерусский обряд, тост за здоровье. В современном языке — обиходный термин, синоним тоста или пожелания здоровья.

## Значение
Происходит от термина здравие «здоровье». Корень «zdrav—», согласно П. Скоку, является общеславянским, балто—славянским словом. В церковнославянском языке существовал термин «здравица» — устаревшее обозначение заздравного кубка (выпивать наполненный кубок за здоровье кого—либо), тост за здоровье. Пить здравицу — пить за здоровье. А также приветствовать, произносить здравицу (слова пожелания здоровья) в честь кого—либо. То же слово было употребимо в сербохорватском, словенском, болгарском и других славянских языках. Слово было также распространено благодаря сербохорватскому языку в новогреческом, итальянском и румынском.

## Обычай
Как считает Т. Петрович, раннее известие обряда здравицы находится в хронике Гельмольда. Гельмольд описывает обычай славянского населения во время пиршеств пить чашу вкруговую и при этом произносить «не благословения, а скорее заклинания от имени богов». Обычай произносить здравицу на Руси известен с XI века, об этом можно узнать в Изборнике 1076 князя Святослава: «Чашу принося к устам, помяни звавшаго на веселие». По мнению Ю. В. Лущая здравицa на Руси представляла собой важный обрядовый элемент на братчинах. Пили здравицу вкруговую с помощью большого сосуда, братины, изготовленного из меди или дерева, а также из ковша или чары. Эта посуда использовалась и позднее для обрядов, связанных с пивом. В 1953 году девять деревянных обрядовых ковшей были найдены на языческом святилище в Новгороде. Заздравные пожелания произносились во время трапез, пиршеств и братчин, а также здравицу можно увидеть на посуде, из которой пили. До наших дней дошло несколько таких предметов. Ранней находкой является чара 1130-1150-х годов, которая когда-то принадлежала черниговскому князю Владимиру Давыдовичу. На ней имеется надпись: «Кто из неё пьёт, тому на здоровье». О подобных заздравных чашах есть упоминание в Домострое. У балканских славян посуда также представляла большое значение в обряде здравицы, из которой пили с пожеланиями здоровья.

## Упоминание в иностранных источниках
Существует несколько упоминаний в иностранных источниках. В виде «straviza» встречается у Марко Поло (вторая половина XIII — начало XIV в.) в связи с изложением обычаев древнерусского населения. Судя по его рассказу, «straviza» — это название попоек и пиршеств, совершаемые в таверне населением. Некоторые исследователи связывают данный термин со словом «zdravica» (здравица).
В следующий раз встречается у Амброджо Контарини (вторая половина XV в.) в виде «sdraviza». Этот термин упоминается при рассказе о пире у грузинского царя Баграта, на котором был Контарини. По предположению А. С. Щекина, данное слово было услышано Контарини от русского посла Марка, который также был на пиру. В такой же форме термин фигурирует в повествовании (на итальянском языке) о правителе герцеговинского края Влатко Косаче (1487 г.).

## В искусстве
- «Здравица» — кантата Прокофьева о Сталине (1939).
- «Здравица» — произведение Римского-Корсакова в честь А. К. Глазунова (1907).